# Digital manufacturing
Il digital manufacturing è un sistema integrato che serve a definire, ottimizzare e gestire un processo di fabbricazione in ambiente virtuale.
Consente agli ingegneri di produzione di creare un processo produttivo in ambiente virtuale (materiale in magazzino, attrezzature, assemblaggio ecc.) permettendo così l'abbassamento dei costi, dei tempi di fabbricazione e l'aumento della produzione.
Il Digital Manufacturing utilizza le tecnologie digitali per migliorare i diversi settori aziendali, tra cui la produttività. Questo sistema viene utilizzato per consolidare le strategie business, selezionare e gestire il capitale umano, visionare e gestire i processi, i dati e tutti gli asset aziendali.

## Tecnologie abilitanti
Le tecnologie digitali principali che vengono abilitate da questo sistema integrato sono 3:
- Connettività
- Automazione intelligente
- Gestione e analisi dei dati

La finalità dell’implementazione di questo sistema, grazie a queste tecnologie, è quello di raggiungere quel punto di equilibrio in cui la fabbrica si adatta costantemente alla domanda e analizza le variazioni dell’offerta.
L’industria manifatturiera utilizza a suo vantaggio l’analisi dei dati provenienti dal Digital Manufacturing. In ambito operativo, per esempio, si può identificare in tempo reale lo stato di un certo macchinario, la sua scarsa efficienza o predire guasti e/o fermi dopo un certo numero di operazioni. Questo permette di agire preventivamente e intervenire immediatamente, sostituendo per esempio quella determinata macchina.
Quando una azienda vuole implementare questo sistema integrato all’interno della propria attività si presentano due possibili approcci. Il primo approccio è quello guidato dal core business. Il secondo approccio è quello guidato dai dati in un'unica piattaforma integrata. Permette in una unica soluzione di gestire i processi di fabbrica, sviluppare nuovi casi e simulazioni ed è in grado di integrare tutte le componenti esistenti presenti in azienda.

## Caratteristiche
La caratteristica principale di una fabbrica intelligente, gestita dal Digital Manufacturing, è l’ottimizzazione delle operazioni end-to-end a partire dai dati raccolti e analizzati. Esistono anche altri aspetti da considerare:
- Automazione intelligente
- Manutenzione predittiva
- Gestione delle informazioni in tempo reale
- Gestione energetica
- Facilitazioni delle operazioni
- Simulazioni della fabbrica

Il Digital Manufacturing, grazie alla visualizzazione in tempo reale delle performance delle macchine, permette una visuale generale dello stato della fabbrica. Il Digital Manufacturing permette di intervenire e risolvere eventuali problemi e anomalie dal principio.